# Marc Soler i Rull
Marc Soler i Rull (El Masnou, Maresme, 19 d'agost de 1998) és un actor i ballarí català.
Llicenciat en art dramàtic al Campus ESART de Barcelona (Bath Spa University) i amb formació a l'Escola Superior d'Art Dramàtic Eòlia, també ha estudiat dansa contemporània, jazz, claqué, hip-hop i acrobàcia. El seu primer paper en teatre va ser a Maremar de Dagoll Dagom. Ha fet teatre, cinema i sèries a Barcelona i Madrid. Així, ha estat un dels protagonistes de L'acadèmia, una coproducció entre 3Cat i Prime Video. Ha interpretat a Guillem Font a "Moebius" i l'Adrià a "Cucut", les dues a TV3. També ha gravat sèries a Madrid com la popular "UPA NEXT" on feia del ballarí Sergio. També ha fet "Fàcil”, “Todos Mienten” o a la premiada TV movie “Quico Sabaté: sense destí” digida per Sílvia Quer. En cinema ha protagonitzat la pel·lícula de gènere "La niña de la comunión" dirigida per Víctor García i escrita per Guillem Clua. Marc Soler Rull serà un dels protagonistes de la sèrie "Nudes" que parla del perill de la filtració de nus a través de les xarxes socials.